# 13. Luftwaffen-Felddivision
Die 13. Luftwaffen-Felddivision war ein militärischer Verband der Wehrmacht während des Zweiten Weltkrieges.

## Geschichte

### Aufstellung
Sie wurde am 15. Oktober 1942 unter dem Kommando des XIII. Fliegerkorps aus überschüssigem Personal der Luftwaffe auf dem Truppenübungsplatz Bergen in Niedersachsen aufgestellt.

### Ostfront
Von Februar 1943 bis April 1944 war die Division an der deutsch-sowjetischen Front zum Einsatz.

## 13. Feld-Division (L)

### Aufstellung durch Umbenennung
Am 1. November 1943 wurde die Division ins Heer überführt und in Feld-Division 13 (L) umbenannt.

### Vernichtung
Bei Kämpfen im Bereich von Pskow wurde die Division fast vollständig aufgerieben.

### Auflösung
Die Division wurde formell am 1. April 1944 schließlich aufgelöst.

## Kommandeure
- Generalmajor Herbert Olbrich (15. Oktober – 1. Dezember 1942)
- Generalmajor Hans Korte (1. Dezember 1942 – 1. November 1943)
- Generalleutnant Helmut Reimann (1. November 1943 – 1. April 1944)